# Lilith

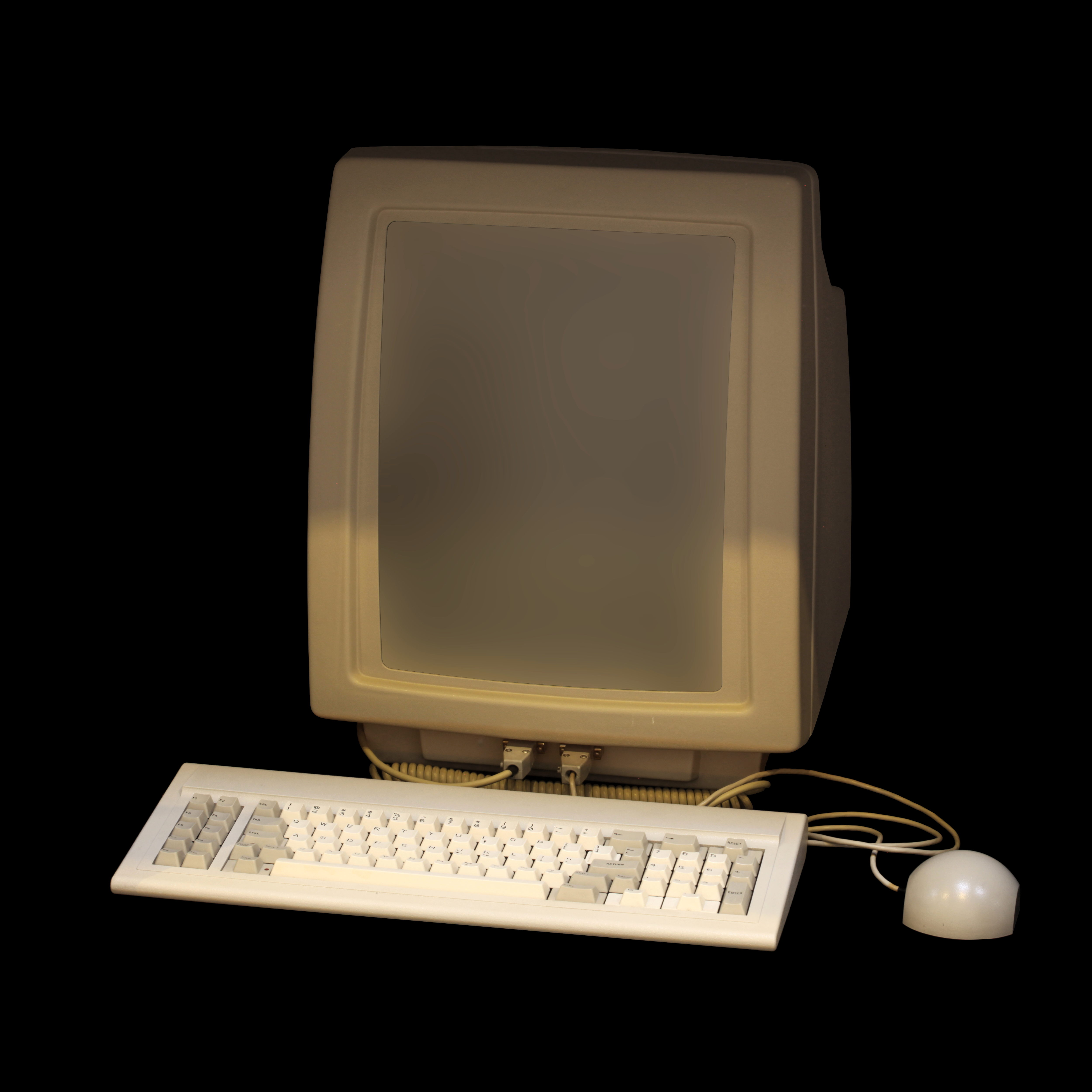
Lilithの縦型ディスプレイとキーボードとマウス

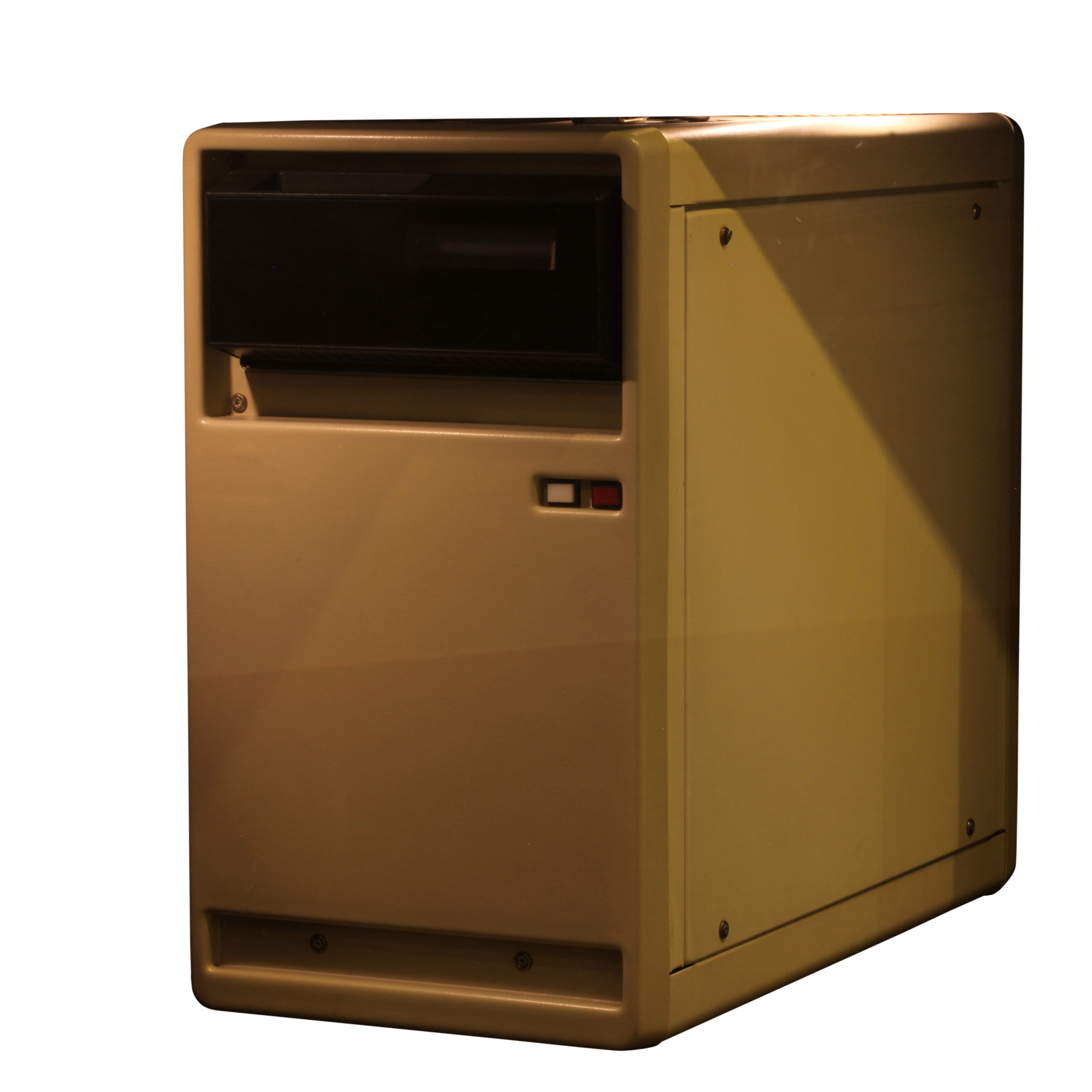
Lilithの縦型本体装置

Lilithとは、チューリッヒ工科大学のニクラウス・ヴィルトらが開発したワークステーションの名称。

## 概要
プロジェクトは1977年に開始され、1984年までに数百台のワークステーションが製作され使用された。AMD 2901 ビットスライスプロセッサを使用している。高解像度のディスプレイ、マウス、レーザープリンターインタフェース、ネットワークインタフェースを備える。ソフトウェアは全てModula-2で書かれ、Lidasと呼ばれる関係データベースも備えている。
"The Art of Simplicity"でのSven Erik Knudsenの寄稿には、「Lilithのクロック周波数は約7MHzで、1秒間に100万から200万命令を実行する。… 当初、主記憶容量は64kワード（1ワードは16ビット）と計画されていたが、最初のバージョンが完成した直後に記憶容量を2倍にした。ただし、通常のModula-2プログラムは変数の格納に先頭の64kワードしか使えない」とある。

## 歴史
ニクラウス・ヴィルトは1976年から1977年にかけて、サバティカルを利用してXeroxのパロアルト研究所で働いた。このため、LilithはAlto（1973年）の影響を受けて開発された。Altoをヨーロッパに持ち出すことができなかったため、ヴィルトは一から新たなシステムを作ることを決めたのである。1985年、再びサバティカルを利用してパロアルト研究所で働き、そのことがOberonの設計へと結びついた。Lilithの後継 Ceresも1985年に開発された。
Lilithのマウスは独自設計で、後にSmaky コンピュータで使われた。さらに、Logitechが最初に生産したマウスにもその設計が影響を及ぼしている。

## その他
ソビエト連邦では、Lilithのクローン Kronosが作られた。